# Batalla de La Angostura (Costa Rica)
La batalla o combate de La Angostura fue un conflicto armado que se libró en la ciudad de Puntarenas, el 24 de septiembre de 1860, entre el ejército de la República de Costa Rica y fuerzas insurrectas leales al expresidente Juan Rafael Mora Porras, quien había sido derrocado el 14 de agosto de 1859. Exiliado en El Salvador junto a su hermano José Joaquín Mora Porras y su cuñado el general José María Cañas Escamilla, Mora organizó su retorno a Costa Rica con la idea de, por la fuerza, retomar la presidencia de la República, de la que se consideraba legítimo portador. La insurrección finalizó en fracaso una vez que el ejército de Costa Rica, varias veces más numeroso y al mando del general Máximo Blanco, cercó a los rebeldes en un punto estratégico entre el estero de Puntarenas y el río Barranca, llamado La Angostura, asumiendo el control del escenario de la batalla. Capturado por las fuerzas del gobierno, Juan Rafael Mora Porras fue fusilado el 30 de septiembre de 1860, junto a otros de los rebeldes, en un improvisado concejo de guerra organizado en el sitio, mientras que Cañas lo fue el 2 de octubre de 1860 luego de un apresurado Concejo de Gobierno organizado en San José.